# Радецкий, Николай Николаевич
Николай Николаевич Радецкий (21 марта 1873 — после 1931) — полковник Российской императорской армии, участник Первой мировой войны. Кавалер ордена Святого Георгия 4-й степени и Георгиевского оружия.

## Биография
Николай Николаевич Радецкий родился 21 марта 1873 года в Минской губернии. Общее образование получил в Владимирском Киевском кадетском корпусе, военное - в Павловском военном училище, а затем - в Офицерской артиллерийской школе, которую окончил "успешно". По состоянию на 1 января 1909 года и 3 августа 1914 года служил в капитанском чине в 7-й артиллерийской бригаде.
Принимал участие в Первой мировой войне. 3 августа 1914 года был произведён в подполковники со старшинством с 3 августа 1914 года и назначен на должность командира 3-й батареи 7-й артиллерийской бригады. По состоянию на 1 марта, 6 апреля и 14 ноября 1915 года служил в том же чине и на той же должности. 4 ноября 1915 года на основании 49 и 54 статей Георгиевского статута был произведён в полковники со старшинством с 3 августа 1915 года. К 28 февраля 1916 года находился на должность командующего этой же бригадой. 12 июня 1916 года был назначен командиром. По состоянию на 1 августа 1916 года и март 1917 года служил в том же чине и на той же должности.
После Октябрьской революции остался в России. Некоторое время был начальником 5-й Киевской пехотной школы. В 1931 году был приговорён к 5-и годам исправительно-трудовых лагерей по делу «Весна».

## Награды
Николай Николаевич Радецкий был пожалован следующими наградами:
- Орден Святого Георгия 4-й степени (Высочайший приказ от 6 апреля 1915)
— «за то, что в бою 15 авг. 1914 г. у д. Гопке отбил картечным огнем атаки превосходных сил австрийской пехоты и два раза заставил замолчать пулеметы противника, чем содействовал успеху боя»;
- Георгиевское оружие (Высочайший приказ от 22 марта 1917);
- Орден Святого Владимира 3-й степени с мечами  (Высочайший приказ от 9 августа 1915);
- Орден Святого Владимира 4-й степени (дата награждения орденом неизвестна); мечи и бант к ордену (Высочайший приказ от 1 марта 1915);
- Высочайшее благоволение (Высочайший приказ от 13.05.1915)
— «за отличия в делах»;
- Высочайшее благоволение (Высочайший приказ от 28 февраля 1916)
— «за отличия в делах».
- Орден Святого Станислава 2 степени с мечами